# Mydrec (obwód Kyrdżali)
Mydrec (bułg. Мъдрец) – wieś w Bułgarii, w obwodzie Kyrdżali, w gminie Kyrdżali. Według danych szacunkowych Ujednoliconego Systemu Ewidencji Ludności oraz Usług Administracyjnych dla Ludności, 15 czerwca 2020 roku miejscowość liczyła 202 mieszkańców.

## Osoby związane z miejscowością

### Urodzeni
- Argir Gospodinow – bułgarski czetnik Tane Nikołowa[2]